# ویکتور ایگومنف
ویکتور میخایلوویچ ایگومنف (به روسی: Виктор Михайлович Игуменов) (زادهٔ ۱۰ مارس ۱۹۴۳ در امسک، روسیه شوروی، اتحاد جماهیر شوروی) کشتی‌گیر فرنگی‌کار پیشین شوروی می‌باشد. وی ۵ بار در مسابقات قهرمانی جهان به نشان طلا دست یافت و یک طلای قهرمانی اروپا را کسب نمود. او در المپیک‌های تابستانی ۱۹۶۸ و ۱۹۷۲ نیز شرکت کرد.